# Myrmarachne iridescens
Myrmarachne iridescens là một loài nhện trong họ Salticidae.
Loài này thuộc chi Myrmarachne. Myrmarachne iridescens được Richard C. Banks miêu tả năm 1930.